# Stoličná hora
Stoličná hora, nazývaná též Kvádrberk (něm. Quaderberg), je vrchol o nadmořské výšce 290 m nalézající se na pravém břehu řeky Labe na severním okraji statutárního města Děčín. Jedná se v podstatě o jihozápadní vedlejší vrchol stolové hory Leopoldova výšina, jež má vrchol ve výšce 309 m. Název „Stoličná hora“ je uměle vytvořený a není místními prakticky používán a název „Kvádrberk“ je obecně používán pro celou Leopoldovu výšinu. Název „Kvádrberk“ charakterizuje tvar vrcholového skalního útvaru, který, díky vodorovné plošině a na ni navazující kolmé západní stěně, budí směrem od Děčína dojem skutečného kvádru.
Přestože má Leopoldova výšina tvar stolové hory, řadí se geomorfologicky do podokrsku Děčínské kuesty, jako jediný vrchol na pravém břehu Labe.

## Popis
Na západní hraně vrcholové plošiny se na tzv. Císařské vyhlídce nalézá obelisk vztyčený v roce 1879 u příležitosti stříbrné svatby císaře Františka Josefa I. a císařovny Alžběty. Od obelisku je pěkný výhled na město Děčín a protější Sněžnickou vrchovinu s nejvyšším vrcholem Děčínským Sněžníkem. Od obelisku pokračuje červeně značená turistická cesta do Hřenska vedoucí přes Růžový hřeben a Belvedér. Na samotné Stoličné hoře se nalézají ještě další dvě vyhlídky – Sněžnická vyhlídka a vyhlídkový pavilon Elbwarte (Labská stráž). Na západním úpatí Stoličné hory se nachází Šibeniční vrch s vyhlídkovým altánem se sochou Čechie a ruinou Starokatolického kostela.
Území Stoličné hory včetně původního parku na jižním úpatí je v majetku statutárního města Děčína a je obhospodařováno jako lesopark (Lesopark Kvádrberk).

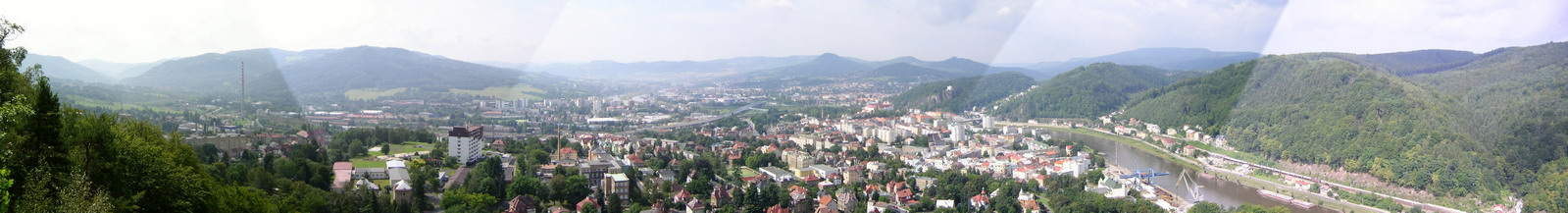
Výhled z Císařské vyhlídky

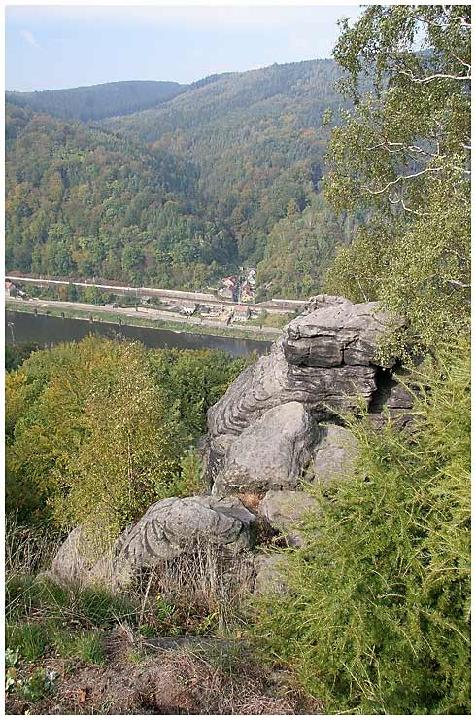
Pohled ze Stoličné hory směrem na Horní Žleb
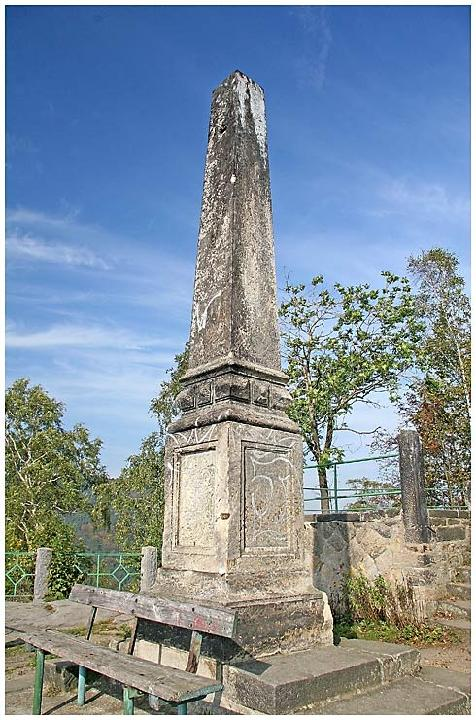
Císařský obelisk na Stoličné hoře
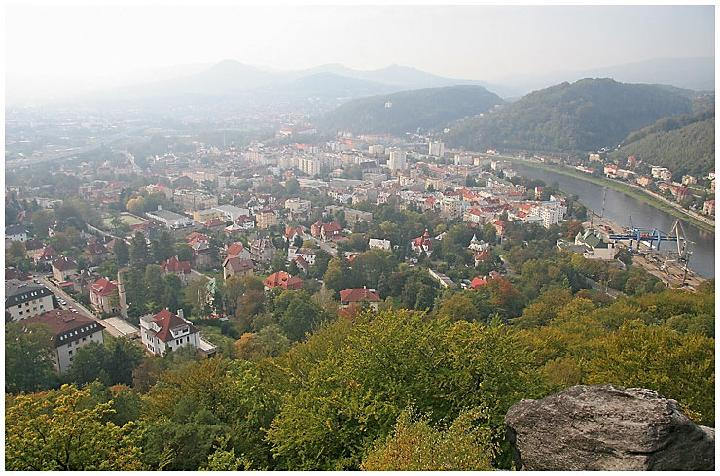
Děčín z Císařské vyhlídky na Stoličné hoře
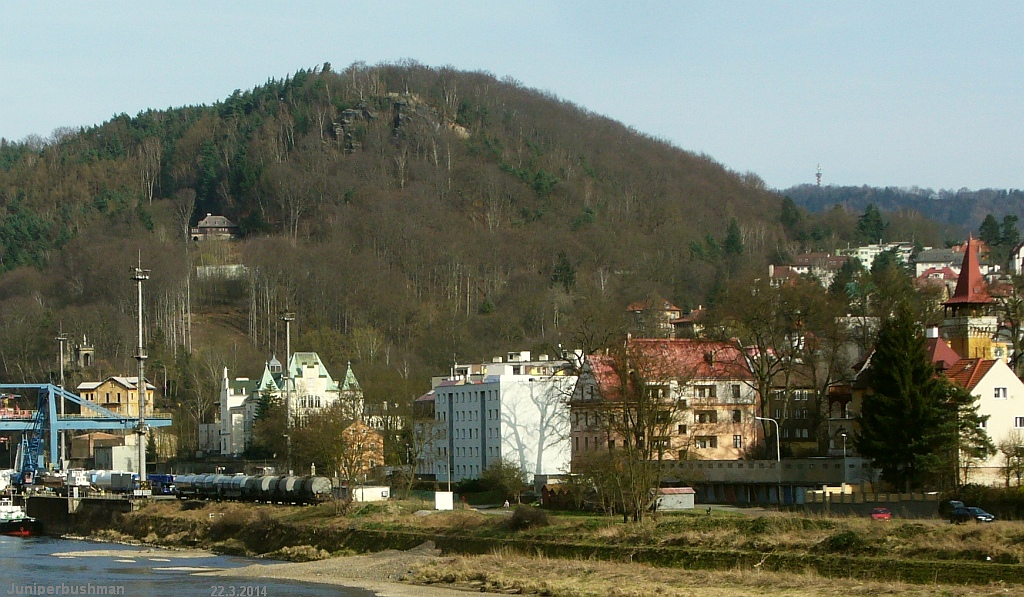
Pohled na Stoličnou horu od Přípeře.
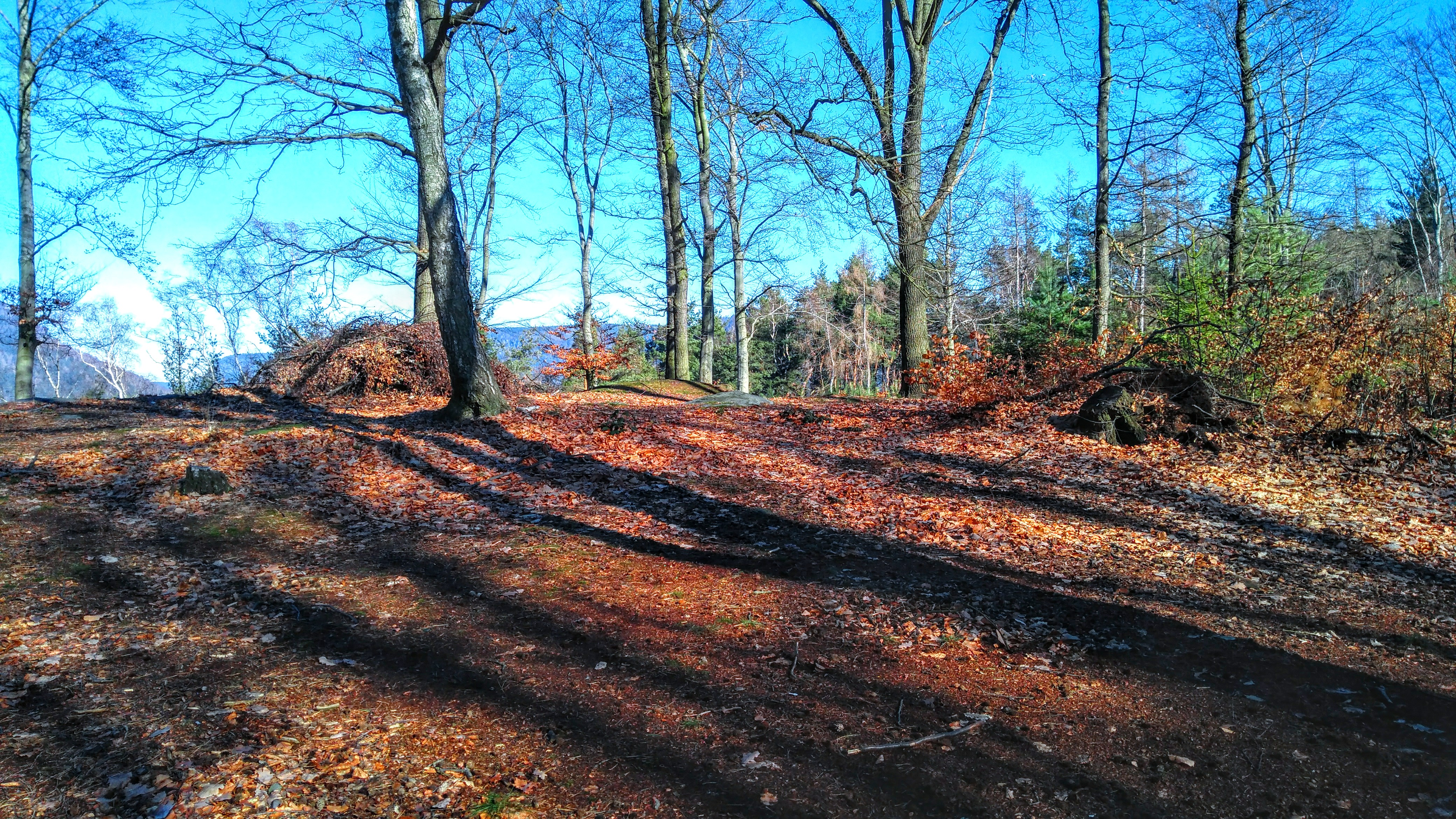
Vrchol.